# Meda-Nunatak
Der Meda-Nunatak (bulgarisch нунатак Меда nunatak Meda) ist ein in westnordwest-ostsüdöstlicher Ausrichtung 2,65 km langer, 0,7 km breiter und 850 m hoher Nunatak an der Foyn-Küste des Grahamlands im Norden der Antarktischen Halbinsel. Er ragt 15,35 km südwestlich des Bastion Peak, 8,8 km westnordwestlich des Fitzmaurice Point und 6,52 km nordöstlich des Gluhar Hill inmitten des Attlee-Gletschers auf.
Britische Wissenschaftler kartierten ihn 1974. Die bulgarische Kommission für Antarktische Geographische Namen benannte ihn 2013 nach Meda von Odessos († 336 v. Chr.), thrakische Gattin des makedonischen Königs Philipp II.